# Das gewisse Etwas
Das gewisse Etwas (Originaltitel: It) ist ein US-amerikanischer Stummfilm unter Regie von Clarence G. Badger von 1927. Clara Bow spielt in der Titelrolle das Mädchen mit dem „It“ bzw. „gewissen Etwas“, woraus der Begriff des It-Girls entsprang. Die Handlung basiert auf einer Zeitungserzählung von Elinor Glyn. Der Film machte Clara Bow zu einem der großen Stars in Hollywood und wurde 2001 ins National Film Registry aufgenommen.

## Handlung
Handlungsort ist ein Kaufhaus in New York City. Cyrus Waltham jr. führt dort im Auftrag seines Vaters vorübergehend die Geschäfte im familieneigenen Unternehmen. Gleich an seinem ersten Arbeitstag überrascht ihn sein Freund Monty mit einem Blumengebinde, auf dem „Good Luck“ steht. Dann liest der Kumpel aus einem Modemagazin mehrere Sätze einer Geschichte vor, die die Autorin Elinor Glyn dort veröffentlicht hat. Es dreht sich in „It“ um den gewissen Esprit eines Menschen, der geistreich und witzig, optisch sehr anziehend oder einfach nur umwerfend originell sein kann. Kurz: um das „gewisse Etwas“, das jemand besitzt … oder eben nicht. Monty blickt in den Spiegel und befindet in seiner Eitelkeit und Selbstüberschätzung sofort, dass gerade er mit dem „It“ gesegnet sei. Bei Cyrus, so behauptet er, könne er dieses gewisse Etwas nicht entdecken. Die Verkäuferinnen des Warenhauses sind da jedoch gänzlich anderer Meinung. Juniorchef Cyrus Waltham steht bei ihnen ganz hoch im Kurs und wird geradezu angebetet. Besonders die kesse Betty Lou Spence ist entzückt von dem gutaussehenden Junior, doch der zeigt zunächst wenig Gegeninteresse zumal er bereits mit einer Dame seines Gesellschaftsstandes liiert ist, der jungen, schicken Blondine Adela Van Norman.
Von der Idee der Existenz eines gewissen Etwas angefixt, sucht Monty nunmehr fieberhaft unter den Verkäuferinnen eine Frau mit dem „It“-Faktor. Und er glaubt, diesen bei Betty Lou gefunden zu haben. Nach Feierabend begleitet er sie im Bus nach Hause, einer eher ärmlichen Drei-Personen-WG, in der auch außerdem ihre Freundin Molly mit ihrem Baby wohnt. Dann lädt Monty Betty Lou zum Essen ein, in der Hoffnung, bei ihr landen zu können. Sie will unbedingt in ein sehr edles Hotelrestaurant, aber nur, weil sie en passant erfahren hat, dass „ihr“ Cyrus dort an diesem Abend zu dinieren gedenkt. Da Betty Lou für das große Event im Luxushotel kein schönes Kleid besitzt, schneidert sie sich aus einem alten Stück ein leidlich schmuckes Abendkleid. Auch Adela Van Norman brezelt sich mächtig auf, sie beabsichtigt nicht weniger, als Cyrus Walthams Zukünftige zu werden. Im Restaurant schlägt Betty Lous Erscheinung ein wie eine Bombe. Cyrus wirft sofort ein Auge auf Montys Begleiterin, was bei seiner eigenen, Adela, alles andere als gut ankommt. Betty Lou lässt sich etwas einfallen, damit Monty beim Verlassen des Restaurants sie Cyrus vorstellt. Betty Lou bemerkt nicht ohne frecher Ironie, dass er, Mr. Waltham, sie ja beim nächsten Aufeinandertreffen in der Firma eh nicht wiedererkennen würde.
Betty Lou legt es darauf an, so schnell wie möglich ihren Boss wiederzusehen. Was wäre da einfacher, als sich mit einer Kundin anzulegen, so dass man im Anschluss daran in die Bel Etage zitiert werden würde? Genauso geschieht es. Cyrus ist überrascht, als er Betty Lou eintreten sieht. Man ist sich rasch sympathisch. Man geht in den Vergnügungspark von Coney Island und hat dort viel Spaß. Cyrus lernt hier endlich einmal die Freuden des einfachen Mannes, wie Achterbahn fahren und Hot Dogs essen, kennen. Im Überschwang küsst der Chef seine kleine Angestellte vor ihrer Haustür, woraufhin er sich eine schallende Ohrfeige einfängt. Betty Lou huscht aus dem Fahrzeug und entwischt in ihre Wohnung; nicht aber, ohne noch einmal aus dem Fenster zu lugen und zu sehen, ob Cyrus noch vor dem Haus parkt. Noch lange bleibt er sprachlos vor ihrer Wohnung stehen.

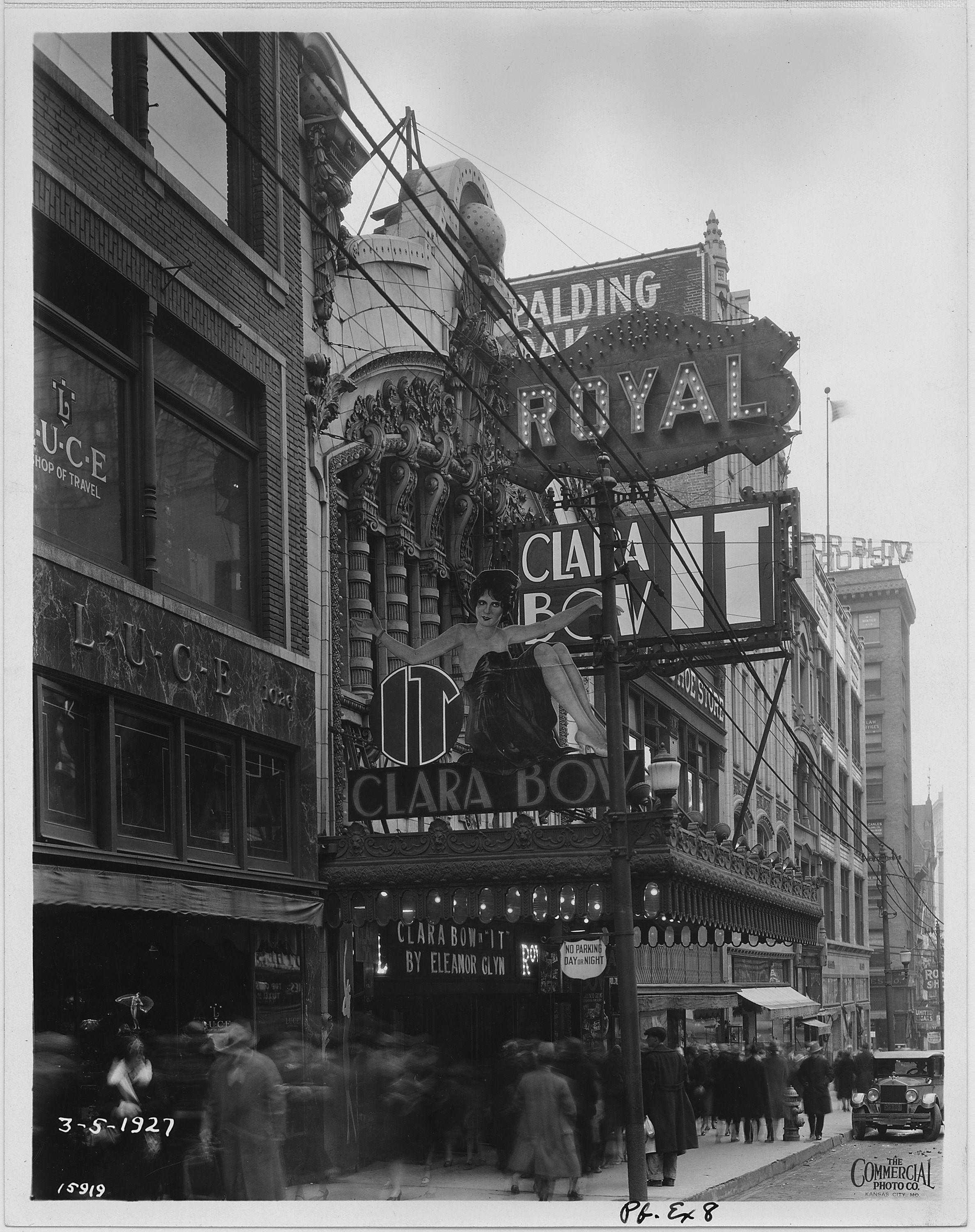
Clara Bows Namenszug als Werbung für den Film „It“ in einem Kino in Kansas City 1927

Am nächsten Tag hat Betty Lou, die auch ein übergroßes Herz besitzt, ein ganz anderes Problem. Die staatliche Fürsorge ist angerückt und will Molly ihr Baby wegnehmen, da die arbeitslose junge Mutter krank ist und, nach deren Meinung, sich nicht angemessen um den Nachwuchs kümmern kann. Betty Lou schreitet ein und behauptet frech, dass sie die Mutter des Kleinkindes sei. Just in diesem Moment platzt auch noch Monty herein, der nicht ahnt, dass Betty Lou eine Show abzieht und nunmehr glaubt, dass das Ladenmädchen bereits eine (uneheliche) Mutter sei. Brühwarm gibt er diese „Erkenntnis“ gleich an seinen Kumpel Cyrus weiter. Für den Kaufhauserben ist dies der Schock seines Lebens, ab sofort zeigt er kein Interesse mehr an seiner Untergebenen. Betty Lou bekommt sein Verhalten in den falschen Hals und nimmt an, dass er noch immer sauer wegen der Ohrfeige sei. Einer Aussprache geht der Enttäuschte konsequent aus dem Weg, nur ein gewisses „Arrangement“ für Tête-à-Têtes jenseits einer Eheschließung bietet er der Frau, in die er in Wirklichkeit längst verliebt ist, an. Dies ist für Betty Lou, die eigentlich sehr viel mehr erhofft hatte, keine Option, und so lässt sie alle Hoffnung fahren und kündigt ihre Stelle, obwohl sie den monatlichen Gehaltsscheck dringend benötigt.
Als wenig später Monty sie daheim erneut besucht und als Mitbringsel einen großen Fresskorb anschleppt, wird ihm klar, dass das Baby nicht Betty Lous, sondern Mollys ist. Nun begreift auch Betty Lou das frostige Verhalten von Cyrus. Sie will einerseits dem reichen Schnösel eine ordentliche Lektion erteilen, andererseits Cyrus zurückgewinnen. Um dies zu erreichen, benötigt sie Montys Mithilfe. Cyrus Waltham ist unter seinesgleichen zurückgekehrt und veranstaltet einen Jachtausflug. Mit dabei: Adela Van Norman. Auch Monty bringt einen Gast mit, eine gewisse Miss Van Cortland. Diese ist niemand anderes als Betty Lou, die sich bis zum Auslaufen an Bord versteckt, um nicht schon vorher an Land zurückgebracht zu werden. Auf hoher See verlässt Betty Lou ihr Versteck. Cyrus ist eigentlich noch immer sauer auf sie, aber Betty Lou besitzt eben „das gewisse Etwas“, das ihn dahin schmelzen lässt. Rasch ist alle Verärgerung verflogen, und er macht, obwohl Adela anwesend ist, Betty Lou im Überschwang seiner Gefühle einen Heiratsantrag. Doch sie schmettert ihm entgegen, sie würde lieber einen Laufburschen der Firma heiraten als ihn. Cyrus erfährt nun auch von Monty die Wahrheit über das Baby und seine wirkliche Mutter heraus und beauftragt Monty, die auf der Jacht davon gerauschte Betty Lou schleunigst wieder aufzutreiben. Cyrus geht dann doch lieber selbst auf die Suche, und Monty übernimmt das Ruder. Dabei touchiert er ein Fischerboot, und durch den plötzlichen Ruck fallen sowohl Betty Lou als auch Adela über die Reling ins Wasser. Das Ladenmädchen rettet die Upper-Class-Lady, die im Wasser in Panik wild herum zappelt und dabei droht, sich und Betty Lou in die Tiefe zu ziehen. Um ihrer Hysterie ein Ende zu bereiten, schlägt Betty Lou sie kurzerhand mit einem Faustschlag bewusstlos. Cyrus springt beiden nach, um zu helfen. Plötzlich hat er Betty Lou aus den Augen verloren. Die aber hat sich an den herabgelassenen Bootsanker festgeklammert und ist daran hochgeklettert. Am Anker findet das ungleiche Liebespaar schließlich endlich zusammen. Zwischen ihnen beiden sieht man nur noch die ersten beiden Buchstaben des Namens der Jacht, „Itola“.

## Produktionsnotizen
Das gewisse Etwas entstand 1926 und wurde am 14. Januar 1927 in Los Angeles uraufgeführt. Am 9. Februar desselben Jahres erfolgte die New Yorker Premiere, der Massenstart war am 19. Februar. In Deutschland konnte man den Film erst ab Februar 1929 sehen.
Die produzierende Paramount Pictures bezahlte der in Hollywood längst etablierten (z. B. Du sollst nicht begehren deines Nächsten Weib mit Rudolph Valentino) Vorlage-Autorin Elinor Glyn für die Verfilmungsrechte und Konzeption 50.000 $, räumte ihr eine Namensnennung bezüglich der Vorlage und der Drehbuchadaption ein und ermöglichte ihr sogar einen kurzen Auftritt vor der Kamera (in der Hotel- bzw. Restaurantszene).
Glyns Kollege Carl Sandburg erinnerte in einem Artikel für eine Filmfachzeitschrift, dass sich der Film nicht sklavisch genau an Glyns Vorlage halte; der gravierendste Unterschied ist, dass es sich bei Glyns Originalgeschichte nicht um ein It-Girl, sondern um einen Mann, also einen It-Boy, handelt.
Der spätere Hollywood-Topstar Gary Cooper absolviert in dem Film einen frühen und recht kurz ausgefallenen Auftritt: er spielt einen Zeitungsreporter.
Der Film gilt als sehr frühes Beispiel für gezielte Produktplatzierung: Das Magazin, aus dem Monty zu Beginn des Films Cyrus vorliest, ist die Cosmopolitan (mehr dazu, s. u.).
Das gewisse Etwas wurde auf DVD herausgebracht.

## Wissenswertes und Hintergründe
Der Originaltitel dieses Films war der Namensgeber für einen seit dieser Zeit bis zum heutigen Tage geläufigen Terminus, einen bestimmten Frauentypus – das so genannte „It-Girl“ – betreffend, in neuerer Zeit oftmals Vertreterinnen der Prominenten-Halbwelt (z. B. Paris Hilton oder Kim Kardashian). Enno Patalas schrieb dazu in dem 1967 erschienenen Bändchen Stars – Geschichte der Filmidole in Bezug auf Clara Bow: „Als Verkörperung der ‚It‘, des von der Autorin Eleanor [sic!] Glyn in Mode gebrachten ‚gewissen Etwas‘, nahm sie eine Seite von Marilyn Monroe vorweg: eine Anziehungskraft, von der die, die sie ausübt, selbst immer aufs Neue überrascht ist. In der in den zwanzigen Jahren spielenden Gangsterkomödie Some Like It Hot sollte die Monroe Claras Rolle in It bis in die Einzelheiten hinein – wie das Ukulele-Spiel – kopieren.“
Parallel zum Erscheinen des Films erläuterte Elinor Glyn, die in dem Film eine kurze Szene als sie selbst hat, in einem Fortsetzungsartikel der Februar-Ausgabe (1927) der „Cosmopolitan“ präzise, was ihrer Ansicht nach bei einer Person das „gewisse Etwas“, das „It“, ausmache.
Hauptdarsteller Antonio Moreno galt in den 1920er Jahren als Glyns Hollywood-Hätschelkind. Die Autorin hatte bereits kurz zuvor darauf bestanden, dass der attraktive Spanier in dem von ihr geschriebenen Film „Love‘s Blindness“ (1926) die Hauptrolle zugesprochen bekommt. Nach Glyns Ansicht gab es zu diesem Zeitpunkt nur vier Hollywood-Persönlichkeiten mit dem „gewissen Etwas“: Clara Bow, Antonio Moreno, der Türsteher des Ambassador Hotels und Rex, King of the Wild Horses, ein zu dieser Zeit sehr bekanntes Pferd aus B-Stummfilmen.
Clara Bow galt seit diesem Film sowohl als Inbegriff des It-Girls als auch des Flappers, einer weiteren Modeerscheinung der 1920er Jahre. Dazu heißt es in Das große Personenlexikon des Films: „Sie wußte sich zu bewegen und konnte sowohl das schmollende Mädchen und die verführerische Kindfrau als auch die mondän-verruchte 'femme fatale' verkörpern. Clara Bow, die 'the Brooklyn Bonfire' genannt wurde, war das In-Girl jener Zeit, ein bißchen verrückt und sehr selbständig, das einen vitalen und zugleich unschuldigen Teenager-Sex ausstrahlte, mit der Mimik und Gestik einer attraktiven, reifen Frau. Clara Bow hatte das, was man in jenen Jahren das 'gewisse Etwas' nannte, das „It“, wie auch einer ihrer populärsten Filme hieß. Parallel zu ihrer Kino-Karriere und dem 'Flapper'-Ruf eines ungestümen Wildfangs, sorgte sie auch für Schlagzeilen mit ihrem ausgiebig publizierten Privatleben.“

## Kritiken
In der New York Times befasste sich Starkritiker Mordaunt Hall mit It. Dort hieß es am 13. Februar 1927: „Elinor Glyns Name und der Titel, ‚It‘, sind schon selbst ein wertvoller Einstieg für eine Produktion. Jenen Tugenden beigefügt in diesem speziellen Film der Kurzbetitelung ist die attraktive Clara Bow, die für ihren Charme nicht gerade unbekannt ist. Folglich würde jede Geschichte einem solchen Film mit diesen Attributen dienen, und die Produzenten scheinen diesen Erfolgsweg nicht verlassen zu haben, um ein Vehikel zu schaffen, wofür sie das allseits beliebte, alte Thema bemühen: die Romanze eines Ladenmädchens mit ihrem Arbeitgeber. ‚It‘ verweist mehr als einmal darauf, und der Titelschreiber stellt uns zwei Randfiguren vor als ein Paar von ‚es-losen‘ ‚Its‘.“
Paimann’s Filmlisten resümierte: „Das Sujet behandelt ein viel benütztes Thema, ist aber, kleine Unwahrscheinlichkeiten ausgenommen, sehr nett gemacht, besonders am Schluß lustig und wirksam. Clara Bow entschädigt für ihr diesmal etwas weniger vorteilhaftes Aussehen durch gutes Spiel, auch ihr Partner (Moreno) ist sehr gut. Die Regieführung, Aufmachung und Photographie sind sauber.“
Der Movie & Video Guide schrieb über den Film: „Bow ist umwerfend in dieser ansonsten gewöhnlichen Geschichte einer munteren Kaufhaus-Verkäuferin mit ‚Goldgräber‘-Attitüde, die ein Auge auf ihren attraktiven Chef (Antonio Moreno) geworfen hat.“
Halliwell‘s Film Guide charakterisierte den Film wie folgt: „Zu seiner Zeit eine schnelle und lustige Parodie, und die vergangenen Jahre sind dem Film nicht allzu schlecht bekommen“.